# Controverse autour du jeu vidéo
La controverse autour du jeu vidéo, de la même manière que dans les autres médias, concerne des scènes violentes, de pornographie et d'autres contenus provocants ou offensants et se traduit sous différentes formes telles que la polémique ou la censure. Le fait que le joueur interagisse avec ces éléments donne un écho supplémentaire à ces controverses. Le jeu vidéo provoque aussi des controverses pour ses effets sur la santé, notamment des cas d'épilepsie et de dépendance au jeu vidéo.

## Sujets de controverse

### Violence

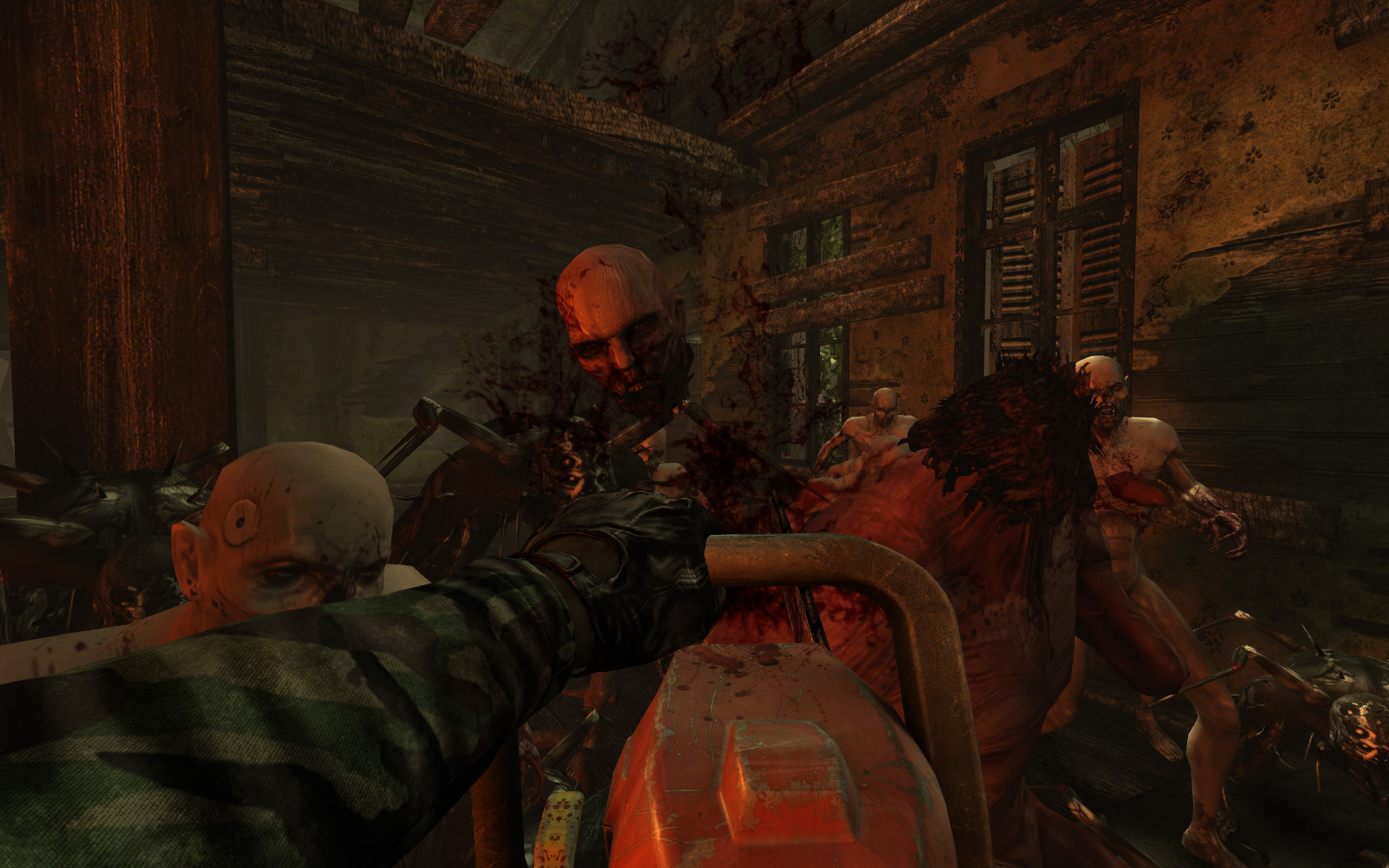
Image tirée du jeu vidéo Killing Floor.

La violence est l'un des thèmes prêtant le plus fréquemment sujet à controverse dans le domaine du jeu vidéo. En effet, un très grand nombre de jeux vidéo propose au joueur de prendre part à des situations de conflits. La violence peut y être plus ou moins explicite : certains jeux en restent aux batailles sans aucune effusion de sang ni mort, comme Super Smash Bros, tandis que d'autres, comme Splinter Cell, optent pour une approche plus réaliste. Enfin, certains jeux vidéo assument leur choix de permettre une violence totalement gratuite, comme Postal ou Grand Theft Auto, ils sont souvent les principaux concernés par la polémique. Une étude de 1998 de l'université Simon Fraser révèle que 60 % des adolescents préféreraient les jeux vidéo avec de l'action et des batailles.
Death Race, développé par Exidy en 1976, est considéré comme étant l'un des premiers jeux ayant subi une controverse. En effet, dans ce jeu, le joueur contrôlait une voiture et devait écraser des représentations pixelisées de « gremlins ». Le jeu créa un tel scandale qu'il fut retiré de la vente. Il eut même droit à un reportage spécial dans le magazine d'investigation américain 60 Minutes.
À mesure que la technique progresse, les graphismes dans les jeux vidéo s'améliorent et rendent ainsi la violence de plus en plus réaliste. Ainsi, le joueur se mettrait plus facilement à la place du personnage. C'est ce qui a posé un problème à la série de jeux vidéo tout aussi populaire que controversée Grand Theft Auto dans laquelle le joueur s'adonne à diverses activités criminelles violentes. Il est par exemple possible d'acheter des armes afin d'éliminer des gangs rivaux pour d'autres criminels en échange d'argent, ou pour tuer de simples passants dans la rue. Le joueur a aussi la possibilité de faire du car jacking pour récupérer un moyen de locomotion. Ces jeux ont aussi été des sources de controverse de par l'attitude adoptée envers les femmes ; le joueur pouvait aller chercher une prostituée avec son véhicule, avoir des relations sexuelles avec afin de récupérer de la santé, puis, la tuer pour récupérer l'argent dépensé. Étant donné que ces jeux se veulent libres dans les choix du joueur, il est assez aisé de les rapprocher de la vie réelle. Des groupements se plaignirent que des personnes trop jeunes puissent y jouer, c'est pourquoi les jeux ont été interdits aux moins de 18 ans dans la plupart des pays où ils sont sortis.
Les problèmes impliqués par ces controverses menèrent inexorablement à la création de système d'évaluation dès lors adopté par l'industrie du jeu vidéo, tels que l'ESRB aux États-Unis ou la PEGI en Europe. Le but de ces systèmes est d'informer les parents à propos du type de jeu auquel leur enfant joue ainsi que sur le contenu de celui-ci. Ainsi, la décision de certains développeurs de sortir des jeux vidéo controversés mais évalués prouve que le jeune public n'est alors pas ciblé puisque les emballages indiquent d'emblée les joueurs visés via des notations propres à chaque système d'évaluation. Selon les pays, l'évaluation d'un jeu vidéo peut s'appliquer dans le domaine légal ou non. Par exemple, aux États-Unis, un jeu vidéo évalué Mature par l'ESRB sera tout de même disponible à la vente pour les mineurs, tandis qu'au Royaume-Uni, un jeu évalué 18 par la BBFC sera interdit à la vente pour toute personne de moins de 18 ans[réf. nécessaire].

#### Effets sur les joueurs
Il est souvent reproché aux jeux vidéo d'inciter l'emploi de la violence dans la vie réelle par ses utilisateurs, et plus particulièrement chez les jeunes joueurs[réf. nécessaire]. Contrairement à un film où le spectateur reste passif, le joueur doit s'impliquer dans un jeu vidéo. Dans le cas des jeux violents, le joueur doit lui-même provoquer les actions violentes du jeu pour progresser, il est même « récompensé » pour ses actes par des scores ou des bonus. Le jeu vidéo sollicite donc plus fortement les systèmes émotionnels du joueur qu'un film, le plaçant dans un état psychologique où les réflexes priment sur la réflexion et le jugement de valeur.
Des études ont prouvé que la violence dans les jeux vidéo stimule le cerveau à avoir une activité typique des pensées agressives, et que, après exposition aux jeux violents, les joueurs deviennent plus agressifs et excités, mais cela concerne des comportements agressifs mineurs tels que des cris. Par ailleurs, certaines études importantes menées par des groupes notoires tels que le Harvard Medical School Center for Mental Health, le Journal of Adolescent Health et le British Medical Journal ont montré qu'il n'existait aucun lien concluant entre l'utilisation des jeux vidéo et le recours à la violence. Une étude publiée en 2018 confirme également n'avoir trouvé aucune différence dans le niveau d’agressivité de joueurs exposés à de la violence.
En mars 2020, l'Association américaine de psychologie, l'organisation professionnelle et scientifique de psychologie principale aux Etats-Unis, réaffirme qu'« il n'y a pas suffisamment de preuves scientifiques permettant d'établir un lien causal entre les jeux vidéo violents et un comportement violent ». Sa présidente, la docteure Sandra L. Shullman, affirme qu'« attribuer la violence à la pratique du jeu vidéo n'est pas fondé scientifiquement et détourne l'attention d'autres facteurs tels que les antécédents de violence, dont on sait grâce à la recherche qu'ils sont un indicateur majeur de violence ultérieure ». En cela, l'association réaffirme, au vu des recherches scientifiques les plus récentes, une position déjà affirmée en 2015,.

#### Polémique sur les tueries scolaires

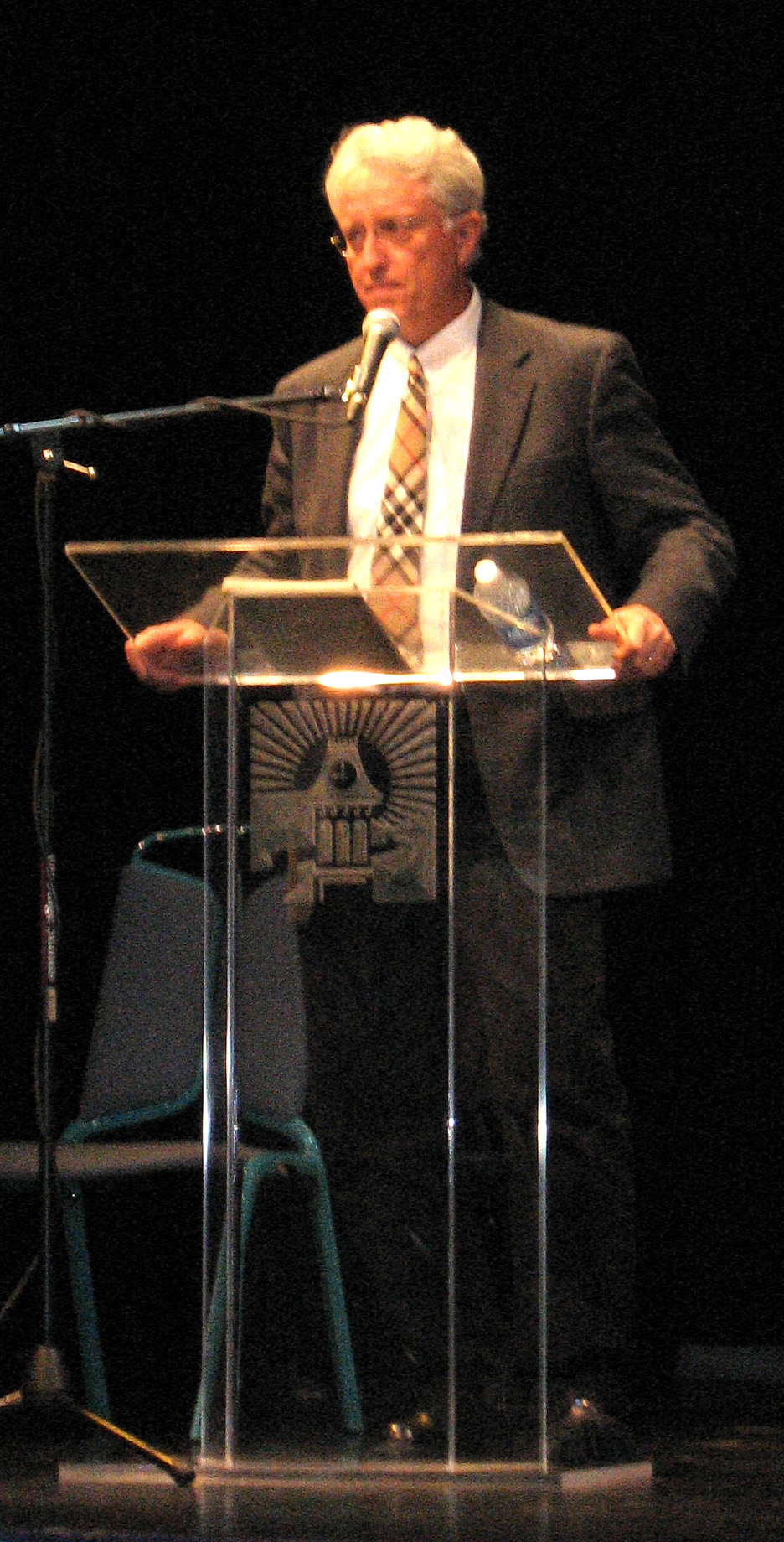
L'avocat américain Jack Thompson (ici en 2007) est un de ceux qui ont tenté de lier la fusillade de Columbine et les jeux vidéo.

Lors des tueries scolaires, la part de responsabilité des jeux vidéo violents est souvent évoquée. Ainsi pour certains, un « trait dominant chez ces meurtriers est qu'ils sont fascinés par des jeux vidéo violents, qui, consommés à haute dose, provoquent une désensibilisation par rapport à l'acte criminel » alors que pour d'autres, il n'y a pas de liens prouvés entre la pratique de jeux vidéo et la violence des jeunes, les jeux servant souvent de « bouc émissaire » pour expliquer ces tueries.
Harris et Klebold, responsables de la fusillade du lycée Columbine de Littleton en 1999, étaient fans de jeux vidéo tels que Doom et Wolfenstein 3D. La responsabilité de ces jeux a été évoquée. Après la tuerie, plusieurs poursuites infructueuses ont été déposées contre les fabricants de certains jeux vidéo par les parents de certaines des victimes. Selon les plaignants, sans l’influence de ces jeux vidéo, le massacre n’aurait pas eu lieu. On aurait retrouvé un film tourné par les deux meurtriers témoignant de l'influence qu'aurait eue Doom dans la tuerie,.

### Pornographie et sexualité
L'industrie pornographique a souvent contribué au développement technologique, que ce soit dans un rôle direct ou indirect. Ainsi en 2010, le périphérique Kinect est hacké et détourné de son usage initial par une société de développement de jeux en 3D pour adultes, permettant aux utilisateurs de retranscrire leurs mouvements en jeu afin de simuler des caresses sur le corps de différentes femmes virtuelles. Des systèmes d'immersion complets sont également mis au point où l'ordinateur simule les organes sexuels et la vision.

### Propagande
Depuis ses débuts dans les années 1970, le jeu vidéo s'est attiré un public de plus en plus nombreux et s'est répandu à travers toutes les couches sociales. L'essor du jeu vidéo en tant que média de masse le rend utilisable comme outil de propagande, d'autant plus que la moyenne d'âge relativement jeune des joueurs rend la manipulation plus facile.

#### Politique et militaire
Développé à l'initiative de l'armée américaine, le jeu America's Army sur PC est utilisé comme un vecteur de promotion du recrutement militaire. Sa date de sortie est d'ailleurs symbolique : le 4 juillet 2002, jour de la fête nationale américaine. Aux États-Unis, il existe de nombreux ponts entre le jeu vidéo et l'armée; ainsi, en 1991, les images de synthèse représentant l'évolution de l'avancée des troupes rappellent l'esthétique du jeu vidéo. Le 6 février 2003, George W. Bush annonce la fin de la guerre d'Irak avec la phrase « The game is over. » (littéralement « Le jeu est fini. » référence au game over du jeu vidéo).
À l'inverse, Special Operation 85: Hostage Rescue est un jeu de tir à la première personne iranien, développé en 2006 par la Société des Étudiants de l'Union Islamique, qui promeut le droit à l'Iran de développer l'énergie nucléaire. Dans ce jeu, le joueur incarne un membre des forces spéciales iraniennes qui doit libérer des scientifiques atomistes iraniens enlevés par les américains et retenus en Israël. D'après le développeur américain Kuma Games, le jeu serait une réponse à leur série de jeu Kuma\War, dont le troisième opus, Assault on Iran, propose au joueur de détruire des installations nucléaires iraniennes. La troisième partie de cet opus, intitulé Payback on Iraq, est elle-même une réponse au jeu iranien pour permettre, selon Kuma, un « dialogue basé sur le jeu vidéo ». En 2008, la même Société des Étudiants de l'Union Islamique développe un jeu dans lequel le joueur devra éliminer Salman Rushdie afin d'accomplir la fatwa qui a été lancée sur lui en 1989.

#### Religion
Le traitement des religions par le biais du jeu vidéo a soulevé certaines controverses.
En 2001, l'Arabie saoudite interdit à la vente les jeux vidéo de la licence Pokémon, l'accusant de promotion du sionisme, notamment à cause du jeu de cartes à collectionner dans lequel figure, sur certaines cartes, une étoile de David, symbole du judaïsme et d'Israël. Certains groupes protestants y voient une inspiration satanique. Certains parallèles sont faits entre Pokémon et le satanisme, le paganisme, ou encore l'occultisme,. Pokémon a aussi été critiqué par certains membres de la communauté judaïque pour son utilisation du manji dans certaines cartes Pokémon,. En effet, ce symbole porte une grande ressemblance au svastika, le symbole le plus connu du nazisme.
En 2008, le député italien Luca Volontè demande la fermeture du site Internet hébergeant le jeu Operation PedoPriest développé par Molleindustria. Dans ce jeu, le joueur dirige un groupe d'eunuques dont le but est de sauver, pour le compte du Vatican, des prêtres pédophiles, ce qui a choqué en Italie où la religion catholique occupe une place importante.
Certains milieux chrétiens ont accusé les jeux vidéo de prôner le satanisme. En effet, de nombreux jeux vidéo proposent de lutter contre des démons et autres forces occultes, et les symboles sataniques y sont souvent omniprésents. De plus, la violence fréquente dans les jeux vidéo accentue cette image. Une pétition a circulé pour empêcher la sortie de Doom 3, un jeu de tir où le joueur lutte contre une armée démoniaque, de peur que les jeunes ne se laissent influencer.
Le 12 février 2015, Dounia Bouzar, présidente du Centre de Prévention des Dérives Sectaires liées à l’Islam, affirme à la Commission d’enquête sur la surveillance des individus djihadistes que les djihadistes utilisent la série de jeux vidéo Assassin's Creed pour embrigader les jeunes. Elle dit entre autres que « c'est un personnage asexué (Altaïr) qui permet aux garçons de s'identifier autant que les femmes, parce que les femmes y voient une femme voilée », que le « fond du jeu, c'est d'assassiner ceux qui ont le pouvoir » et que le « dernier jeu d'Assassin's Creed (Unity) consiste à décapiter les gens du pouvoir ».

#### Publicité
L'intégration de publicités dans les jeux vidéo est un autre aspect de la polémique. Avec un public mondial évalué à un demi-milliard de personnes en 2007 et un secteur très dynamique, le marché de la publicité in-game prend de plus en plus d'ampleur. D'après des études de Nielsen en 2007 et 2008, 82 % des consommateurs réagissent positivement à la publicité dans les jeux vidéo et, sur un panel de 1 350 personnes, 40 % des joueurs se déclaraient plus enclins à acheter une marque après avoir été exposés à leur publicité dans cinq jeux.
Le jeu de construction SimCity Sociétés a été développé en partenariat avec la firme pétrolière BP. Selon Electronic Arts, le partenariat aurait permis de se tenir informé des avancées dans le domaine des nouvelles énergies. La polémique vient du fait que les bâtiments portant le logo de la compagnie sont uniquement les moins polluants, un moyen qui entre dans la campagne de communication de BP pour se donner une image écologiste.

### Développement social
Dans le cadre du sondage Pew's Teens, Video Games, and Civics Survey, il a été demandé à 1063 personnes âgées de 12 à 17 ans la fréquence dont ils jouaient à des jeux vidéo. Ainsi, il a été constaté que près du tiers du panel avaient déclaré jouer à des jeux vidéo quotidiennement et les trois quarts restants ont indiqué jouer au moins une fois par semaine.
Malgré ces résultats, les défenseurs des jeux vidéo tel que l’essayiste Henry Jenkins mettent en évidence les « cultures participatives » qui naissent des jeux vidéo et autres médias numériques. En effet, plusieurs des jeux proposés encouragent les joueurs à jouer en ligne, avec des amis, au sein d’une équipe ou encore au sein d’une guilde favorisant ainsi les relations sociales. De plus, les joueurs apprennent à créer de nouvelles dispositions au sein de mondes et d'environnements en réseau qui favorisent une communication efficace, la résolution de problèmes et le développement d’interactions sociales. De plus, certains chercheurs trouvent que l'utilisation d'Internet à travers les jeux en ligne, complète les réseaux sociaux en établissant des liens supplémentaires avec des personnes que les joueurs ne connaîtraient pas autrement, créant ainsi, un engagement numérique auprès de la communauté numérique établie par le biais des jeux vidéo.

Néanmoins, d’autres chercheurs tel que le Professeur Robert Putnam note que les jeux vidéo ne sont pas des loisirs sociaux. Il indique que « les joueurs se concentrent entièrement sur le jeu vidéo lui-même et ont très peu d’interactions sociales, contrairement aux jeux traditionnels ». Sherry Turckle signale, elle aussi, que les relations créent à travers les jeux en ligne permettent d’être solitaire mais sans pour autant être seul.

### Dépendance
La question de l'existence d'une dépendance aux jeux vidéo est sujet à débat, séparant les spécialistes entre ceux affirmant la réalité d'une addiction et ceux affirmant l'inverse.
Certains mettent ainsi en avant la neuro-imagerie pour souligner l'existence de modifications de connexions neuronales constatées chez certains joueurs très réguliers et le fait qu'elles soient semblables à celles que l'on observe chez les consommateurs de drogues,. D'autres mettent en avant l'idée que ces comportements compulsifs soient surtout des conséquences de mécanismes sociaux et psychologiques et non des conséquences d'une substance psycho-active, excluant ainsi la vision des jeux vidéo comme une drogue,.

### Publications scientifiques
- (en) Tracy L. Dietz, « An Examination of Violence and Gender Role Portrayals in Video Games: Implications for Gender Socialization and Aggressive Behavior », Sex Roles, vol. 38, nos 5-6,‎ mars 1998, p. 425-442 (DOI 10.1023/A:1018709905920)
- (en) Mark Griffiths, « Violent video games and aggression: A review of the literature », Aggression and Violent Behavior, vol. 4, no 2,‎ 1991, p. 203–212
- (en) Craig A. Anderson et Karen E. Dill, « Video games and aggressive thoughts, feelings, and behavior in the laboratory and in life », Journal of Personality and Social Psychology, vol. 78(4),‎ avril 2000, p. 772-790 (DOI 10.1037/0022-3514.78.4.772)
- (en) J. L. Sherry, « The effects of violent video games on aggression », Human Communication Research, vol. 7, no 3,‎ juillet 2001, p. 409–431 (DOI 10.1111/j.1468-2958.2001.tb00787.x)
- (en) « Video Games and Public Health », Journal of Adolescence, vol. 27, no 1,‎ février 2004 (122 pages)
  - (en) Craig. A. Andersona, Jeanne. B. Funkb et Mark. D. Griffiths, « Contemporary issues in adolescent video game playing: brief overview and introduction to the special issue », Journal of Adolescence, vol. 27, no 1,‎ février 2004, p. 1-3 (DOI 10.1016/j.adolescence.2003.10.001)
  - (en) Douglas A. Gentilea, Paul J. Lynchb, Jennifer Ruh Linderc et David A. Walsh, « The effects of violent video game habits on adolescent hostility, aggressive behaviors, and school performance », Journal of Adolescence, vol. 27, no 1,‎ février 2004, p. 5–22 (DOI 10.1016/j.adolescence.2003.10.002)
  - (en) Jeanne B. Funk, Heidi Bechtoldt Baldacci, Tracie Pasold et Jennifer Baumgardner, « Violence exposure in real-life, video games, television, movies, and the internet: is there desensitization? », Journal of Adolescence, vol. 27, no 1,‎ février 2004, p. 23-39 (DOI 10.1016/j.adolescence.2003.10.005)
  - (en) Eric Uhlmanna et Jane Swansonb, « Exposure to violent video games increases automatic aggressiveness », Journal of Adolescence, vol. 27, no 1,‎ février 2004, p. 41-52 (DOI 10.1016/j.adolescence.2003.10.004)
  - (en) Barbara Krahé, « Playing violent electronic games, hostile attributional style, and aggression-related norms in German adolescents », Journal of Adolescence, vol. 27, no 1,‎ février 2004, p. 53-69 (DOI 10.1016/j.adolescence.2003.10.006)
  - (en) Elizabeth A. Vandewater, Mi-suk Shim et Allison G. Caplovitz, « Linking obesity and activity level with children's television and video game use », Journal of Adolescence, vol. 27, no 1,‎ février 2004, p. 71-85 (DOI 10.1016/j.adolescence.2003.10.003)
  - (en) M. D. Griffiths, Mark N. O. Davies et Darren Chappell, « Online computer gaming: a comparison of adolescent and adult gamers », Journal of Adolescence, vol. 27, no 1,‎ février 2004, p. 87-96 (DOI 10.1016/j.adolescence.2003.10.007)
  - (en) Jan Van Mierlo et Jan Van den Bulck, « Benchmarking the cultivation approach to video game effects: a comparison of the correlates of TV viewing and game play », Journal of Adolescence, vol. 27, no 1,‎ février 2004, p. 97-111 (DOI 10.1016/j.adolescence.2003.10.008)
  - (en) Craig A. Anderson, « An update on the effects of playing violent video games », Journal of Adolescence, vol. 27, no 1,‎ février 2004, p. 113–122 (DOI 10.1016/j.adolescence.2003.10.009)

### Publications
- Alain Le Diberder et Frédéric Le Diberder, Qui a peur des jeux vidéo ?, Paris, La Découverte, coll. « Cahiers libres/Essais », 1993, 224 p. (ISBN 2-7071-2283-1) - réédité en 1998 sous le titre L'univers des jeux vidéo
- Serge Tisseron, Qui a peur des jeux vidéo ?, Albin Michel, 2008, 176 p. (ISBN 978-2-226-18741-3 et 2-226-18741-3).
- Benjamin Berget, L'histoire des jeux vidéo polémiques : Volume 1 - Jeux de course/action et jeux érotiques, Mon petit éditeur, 2013, 274 p. (ISBN 978-2-342-01185-2 et 2-342-01185-7)
- Olivier Mauco, Jeux vidéo : Hors de contrôle ? : Industrie, politique, morale, Paris, Questions théoriques, coll. « Lecture>play », 2013, 160 p. (ISBN 978-2-917131-34-3, lire en ligne)
- Yann Leroux, Les jeux video, ça rend pas idiot !, Paris/Limoges, Éditions Fyp, coll. « Stimulo », novembre 2012, 96 p., 17 × 0,8 × 12 cm (ISBN 978-2-916571-86-7 et 2-916571-86-8)
- Michaël Stora, Et si les écrans nous soignaient ? Psychanalyse des jeux vidéos et autres plaisirs numériques, Paris, Éditions Érès, coll. « Cyber-psychologie », 2018, 200 p. (ISBN 978-2-749258-38-6 et 2-749258-38-3)
- Matthieu Lallart, La Saga GTA : Transgressions et visions de l’Amérique, Third Éditions, juillet 2020, 216 p., 160 x 240 (ISBN 2377841392 et 978-2377841394, présentation en ligne)
- Antony Dabila, Dans La Guerre et les Arts, Guerre & jeux vidéo : les nouveaux cadres ludiques du conflit politique (2018), pages 113 à 132.